# Nikolai Bugàiev
Nikolai Bugàiev   (Dusheti, 2 de setembre de 1837 - Moscou, 29 de maig de 1903 (Julià)), nom complet amb patronímic Nikolai Vassílievitx Bugàiev, rus: Никола́й Васи́льевич Буга́ев, fou un matemàtic rus, pare de l'escriptor Andrei Beli.

## Vida i Obra
Bugàiev, fill d'un metge militar, va ser educat a Moscou, on va ser enviat molt jove. El 1855 va ingressar a la Universitat de Moscou, on es va graduar el 1859 i el 1863 hi va obtenir el mestratge. Els dos anys següents va continuar estudis a Berlín (amb Kummer i Weierstrass) i a París (amb Liouville). El 1866 va tornar a Moscou on va ser nomenat professor de la universitat.
Va ser un dels primers membres de la Societat Matemàtica de Moscou, fundada el 1864 i una de les més antigues del món. També va ser membre de la Societat Psicològica de Rússia i va escriure alguns articles enllaçant matemàtiques i psicologia. En particular, destaca la seva conferència al primer congrés internacional dels matemàtics de Zuric el 1897, en la qual associava el lliure albir a la discontinuïtat.
La recerca de Bugàiev va ser sobretot en teoria de nombres i anàlisi matemàtica. Durant el darrer quart del segle xix va exercir una notable influència en els treballs de la facultat de matemàtiques de la universitat de Moscou.